# Смешанная экономика
Сме́шанная эконо́мика (гибри́дная эконо́мика) — экономическая система, которая включает как частную и корпоративную, так и общественную и государственную собственность на средства производства и распределение ресурсов. Она позволяет частным предпринимателям и физическим лицам принимать независимые финансовые решения, однако их автономия ограничена тем, что государство или общество обладает приоритетом в этих финансовых вопросах.
В рамках смешанной экономики, как государство, так и частные предприятия и корпорации имеют право иметь в собственности или оперативном управлении средства производства, свободно перемещать товары, осуществлять сделки по купле-продаже, нанимать и увольнять работников, и фактически являются равноправными игроками рынка.
Деятельность государства финансируется за счёт налогов, сборов и акцизов, но главным образом — за счёт его собственной экономической деятельности, обеспечивающей ему необходимую финансовую самостоятельность и имеющей своей целью как раз обеспечение базовых его функций.
Ряд жизненно важных для общества услуг и элементов общегосударственной инфраструктуры финансируются или частично субсидируются за счёт бюджета, либо напрямую принадлежат государству: юридические услуги, библиотеки, дороги, школы, больницы, силовые структуры, сельское хозяйство и связанное производство продуктов питания первой необходимости, топливно-энергетический комплекс, жилищно-коммунальное хозяйство, государственные монополии и т. п.
Иногда вводится ряд специальных, целевых налогов, сборов и акцизов с целью возможности выплат: социальной помощи, пенсий, обязательного страхования, государственных субсидий.
Государство также осуществляет: регулирование — трудовое, антимонопольное, корпоративное, таможенное, защиту интеллектуальной собственности и прав потребителей, охрану природы и окружающей среды, и протекционизм. 
Большинство современных национальных экономик — смешанные, так как включают в себя как частное, так и государственное производство товаров и услуг. После Второй мировой войны в большинстве экономик западных стран усиливалась роль государства, однако в 80-е годы наблюдалась обратная тенденция.

## Критика
Многие экономисты ставят под сомнение обоснованность всей концепции смешанной экономики, под которой понимается смесь капитализма и социализма. Критики, утверждающие, что капитализм и социализм не могут сосуществовать, считают, что в экономике должна преобладать либо рыночная логика, либо экономическое планирование.
В книге «Человеческая деятельность» Людвиг фон Мизес утверждал, что не может быть смеси капитализма и социализма. Мизес развил эту мысль, утверждая, что даже если в рыночной экономике есть множество государственных или национализированных предприятий, это не сделает экономику смешанной, поскольку существование таких организаций не меняет фундаментальных характеристик рыночной экономики. На эти государственные предприятия все равно распространялся бы рыночный суверенитет, поскольку они должны были бы приобретать капитальные блага на рынках, стремиться к максимизации прибыли или, по крайней мере, к минимизации издержек, а также использовать денежный учет для экономических расчетов. Фридрих фон Хайек и Мизес утверждали, что между экономическим планированием и рыночной экономикой не может быть прочной середины, а любое движение в сторону социалистического планирования — это непреднамеренное движение к тому, что Хилэр Беллок называл «подневольным государством».